# Ernst Wegner (Landrat)
Ernst Wegner (* 1. August 1868 in Stolp, Pommern; † 16. September 1926 in Halberstadt) war ein deutscher Kommunalbeamter.

## Leben
Ernst Wegner studierte an der Ruprecht-Karls-Universität Rechtswissenschaft. 1889 wurde er im Corps Guestphalia Heidelberg recipiert. Nach dem Examen wurde er 1892 an der Universität Leipzig zum Dr. iur. promoviert. Er trat in den preußischen Staatsdienst ein und absolvierte 1896/97 das Regierungsreferendariat bei der Regierung in Königsberg. 1897 bestand er das Regierungsassessor-Examen. Von 1904 bis 1918 war er Landrat des Kreises Kehdingen. 1918 wurde er Landrat des Landkreises Halberstadt. Er starb mit 58 Jahren im Amt.